# Mizerna cicha
Mizerna, cicha – kolęda polska, której słowa napisał Teofil Lenartowicz. Tekst kolędy po raz pierwszy został wydany w Szopce w 1849 roku. Pierwotną melodię napisał ks. Jakub Wrzeciono, ale najbardziej znaną jest wersja Jana Galla. Oryginalny tekst składał się z 11 strof.
Kolęda znalazła się na wielu świątecznych albumach polskich wokalistów, m.in. na płycie Wigilia z Hanną Banaszak Hanny Banaszak, Kolędy polskie Teresy Żylis-Gary, czy też na składance piosenek świątecznych i kolęd Zakochaj się na Święta w kolędach Edyty Górniak, którą to „Mizerna cicha” promowała teledyskiem.